# Lista światowego dziedzictwa UNESCO w Nepalu
Lista światowego dziedzictwa UNESCO w Nepalu – lista miejsc w Nepalu wpisanych na listę światowego dziedzictwa UNESCO, ustanowionej na mocy Konwencji w sprawie ochrony światowego dziedzictwa kulturowego i naturalnego, przyjętej przez UNESCO na 17. sesji w Paryżu 16 listopada 1972 i ratyfikowanej przez Nepal 20 czerwca 1978 roku.  
W 2017 roku na liście znajdowały się cztery obiekty światowego dziedzictwa: dwa dziedzictwa kulturowego i dwa o charakterze przyrodniczym. 
Na nepalskiej liście informacyjnej UNESCO – liście obiektów, które Nepal zamierza rozpatrzyć do zgłoszenia do wpisu na listę światowego dziedzictwa, znajduje się 15 obiektów (stan w roku 2017). 

## Obiekty na liście światowego dziedzictwa UNESCO
Poniższa tabela przedstawia nepalskie obiekty na liście światowego dziedzictwa UNESCO:
Nr ref. – numer referencyjny UNESCO;
Obiekt – polskie tłumaczenie nazwy wpisu na liście wraz z jej angielskim oryginałem;
Położenie – miasto, dystrykt, strefa, region; współrzędne geograficzne;
Typ – klasyfikacja według Komitetu Światowego Dziedzictwa: 
- kulturowe (K),
- przyrodnicze (P),
- kulturowo–przyrodnicze (K,P);

Rok – roku wpisu na listę;
Opis – krótki opis obiektu wraz z informacjami o jego zagrożeniu.
| Nr ref. | Obiekt                                             | Zdjęcie | Położenie                                                                         | Typ             | Rok  | Opis |
| ------- | -------------------------------------------------- | ------- | --------------------------------------------------------------------------------- | --------------- | ---- | --- |
| 120     | Park Narodowy Sagarmatha Sagarmatha National Park  |         | Solukhumbu Sagarmatha 27°56′00″N 86°44′00″E/27,933333 86,733333                   | P (vii)         | 1979 | Park w Himalajach z najwyższym szczytem świata Mount Everestem (8848 m n.p.m.) oraz siedmioma innymi szczytami powyżej 7000 m n.p.m. Występuje tu kilka gatunków zagrożonych wyginięciem lub narażonych na wyginięcie, m.in. irbis śnieżny i pandka ruda.                                    |
| 121     | Dolina Katmandu Kathmandu Valley                   |         | Bagmati 27°42′14,2″N 85°18′30,9″E/27,703950 85,308580                             | K (iii)(iv)(vi) | 1979 | W Dolinie Katmandu znajduje się siedem zespołów zabytków hinduistycznych i buddyjskich oraz trzy zespoły pałacowe miast królewskich Katmandu, Patan i Bhaktapur. 130 miejsc (m.in. ośrodki pielgrzymkowe, świątynie, sanktuaria, łaźnie oraz ogrody) jest obiektem kultu dla obydwu religii. |
| 284     | Park Narodowy Ćitwan Chitwan National Park         |         | Chitwan Nawalparasi Parsa Makwanpur 27°28′47,8″N 84°28′45,7″E/27,479950 84,479369 | P (vii)(ix)(x)  | 1984 | Park w południowej części środkowego Teraju u podnóży Himalajów charakteryzujący się bogatą bioróżnorodnością. Jedno z ostatnich miejsc występowania zagrożonych wyginięciem nosorożca indyjskiego i tygrysa bengalskiego.                                                                   |
| 666     | Lumbini Lumbini, the Birthplace of the Lord Buddha |         | Rupandehi Lumbini 27°28′30″N 83°16′32″E/27,475000 83,275556                       | K (iii)(vi)     | 1997 | Ośrodek kultu religijnego buddystów – według tradycji miejsce urodzenia Buddy – jedno z czterech świętych miejsc buddyzmu. |

## Obiekty na nepalskiej Liście Informacyjnej UNESCO
Poniższa tabela przedstawia obiekty na nepalskiej Liście Informacyjnej UNESCO:
Nr ref. – numer referencyjny UNESCO;
Obiekt – polskie nazwa obiektu wraz z jej angielskim oryginałem na nepalskiej Liście Informacyjnej;
Położenie – miasto, dystrykt, strefa, region; współrzędne geograficzne;
Typ – klasyfikacja według zgłoszenia: 
- kulturowe (K),
- przyrodnicze (P),
- kulturowo–przyrodnicze (K,P);

Rok – roku wpisu na Listę Informacyjną;
Opis – krótki opis obiektu wraz z informacjami o jego zagrożeniu.
| Nr ref. | Obiekt | Zdjęcie | Położenie                                                                                        | Typ               | Rok  | Opis |
| ------- | --- | ------- | ------------------------------------------------------------------------------------------------ | ----------------- | ---- | --- |
| 839     | Wczesnośredniowieczny zespół architektoniczny w Panauti The early medieval architectural complex of Panauti                                           |         | Kavrepalanchok Bagmati Madhyamańćal Wikas Kszetr 27°35′00″N 85°31′00″E/27,583333 85,516667       | K (i)(iii)(iv)    | 1996 | Wczesnośredniowieczny zespół architektoniczny, obejmujący m.in. świątynie i domy mieszkalne. Znajduje się tu m.in. świątynia Indresvar Mahadev w tradycyjnym stylu nepalskim z 1294 roku. |
| 840     | Tilaurakot – pozostałości archeologiczne starożytnego królestwa Szakja Tilaurakot, the archaeological remains of ancient Shakya Kingdom               |         | Kapilvastu Lumbini Western Development Region 27°35′00″N 83°06′00″E/27,583333 83,100000          | K                 | 1996 | |
| 841     | Architektura jaskiniowa doliny Muktinath w Królestwie Lo Cave architecture of Muktinath Valley of Mustang                                             |         | Mustang Dhawalagiri Western Development Region                                                   | K                 | 1996 | |
| 842     | Zespół średniowiecznych pałaców królewskich w Gorkha The medieval palace complex of Gorkha                                                            |         | Gorkha Gandaki Western Development Region 28°00′00″N 84°38′00″E/28,000000 84,633333              | K (i)(iii)(iv)    | 1996 | Zespół budowli średniowiecznych, obejmujący m.in. pałac, jaskinię Gorakhnath, świątynię Kalika. |
| 843     | Ramgram – stupa z relikwiami Buddy Ramagrama, the relic stupa of Lord Buddha                                                                          |         | Ramgram Nawalparasi Lumbini Western Development Region 27°29′52″N 83°40′52″E/27,497778 83,681111 | K (i)(iii)(vi)    | 1996 | Jedyna zachowana w stanie nienaruszonym stupa z relikwiami Buddy, wzniesiona w VI w. p.n.e. |
| 844     | Khokana – tradycyjna wieś i jej dziedzictwo produkcji oleju gorczycowego Khokana, the vernacular village and its mustard-oil seed industrial heritage |         | Lalitpur Bagmati Central Development Region 27°38′00″N 85°18′00″E/27,633333 85,300000            | K (i)(iii)(iv)(v) | 1996 | Średniowieczna wieś z zachowanym systemem melioracyjnym; ośrodek tradycyjnej produkcji oleju gorczycowego. |
| 5256    | Lomanthang – średniowieczne miasto warowne Medieval Earthern Walled City of Lo Manthang                                                               |         | Mustang Dhawalagiri Western Development Region 29°11′00″N 83°57′00″E/29,183333 83,950000         | K (ii)(v)(vi)     | 2008 | Dawna stolica królestwa Lo, wzniesiona w XV w. na wysokości 3800 m n.p.m. przy szlaku handlowym wzdłuż rzeki Kali Gandaki. Miasto zostało otoczone murem obronnym z ziemi wysokim na 6 m, z wieżami na rogach. Do dziś zachowały się mury, pałac, klasztory z XV w. Jampa Lakhang i Thupchen Lakhang oraz klasztor Choede Lakhang z XVIII w. |
| 5257    | Wadźrajogini i wczesne osady sankhu Vajrayogini and early settlment of sankhu                                                                         |         | Lalitpur Bagmati Central Development Region 27°43′51″N 85°27′50″E/27,730833 85,463889            | K (iii)(iv)(vi)   | 2008 | Osady sankhu powstały w okresie Liczchawi (II–IX w.) w północno-zachodniej części doliny Katmandu przy tradycyjnym szlaku handlowym. Tradycja osada Newari zachowała swój średniowieczny charakter. Ok. 1,5 kmod Sankhu znajduje się świątynia Wadźrajogini z XVII w.                                                                        |
| 5258    | Kirtipur – średniowieczna osada Medieval Settlement of Kirtipur                                                                                       |         | Katmandu Bagmati Central Development Region 27°40′00″N 85°17′00″E/27,666667 85,283333            | K (iii)(iv)(vi)   | 2008 | Średniowieczna osada newarska w Dolinie Katmandu o cechach miasta warownego, z zachowaną zabudową historyczną, m.in. sanktuariami i klasztorami. Znajdują się tu m.in. wihara Czilanczo, wihara Dżagat Pal, śikhara Dharma Sangha, mandir Bagh Bhairab.                                                                                      |
| 5259    | Kompleks Rishikesh Ruru Kshetra Rishikesh Complex of Ruru Kshetra                                                                                     |         | Palpa Lumbini Western Development Region 27°56′26″N 82°26′38″E/27,940556 82,443889               | K (iii)(iv)(vi)   | 2008 | Średniowieczny kompleks hinduistyczny przy szlaku z Muktinath do jeziora Damodar Kund. |
| 5260    | Zespół pałacowy w Nuwakot Nuwakot Palace Complex |         | Nuwakot Bagmati Central Development Region 27°54′49″N 85°09′53″E/27,913611 85,164722             | K (iii)(vi)       | 2008 | Zespół pałacowy z XVIII w. w Nuwakot, wzniesiony w stylu Malla, obejmujący pałac oraz liczne świątynie. |
| 5261    | Mandir Dźanaki w Dźanakpurze Ram Janaki Temple |         | Dźanakpur Dhanusa Dźanakpur Central Development Region 26°43′50″N 85°55′32″E/26,730556 85,925556 | K (ii)(iii)(vi)   | 2008 | Mandir poświęcony bogini Sicie, żonie Ramy – wzniesiony w miejscu, uważanym w literaturze wedyjskiej za miejsce narodziny Sity. Jedno ze świętych miejsc hinduizmu. |
| 5262    | Średniowieczne miasto Tansen The Medieval Town of Tansen                                                                                              |         | Palpa Lumbini Western Development Region 27°52′00″N 83°33′00″E/27,866667 83,550000               | K (iii)(iv)(vi)   | 2008 | Średniowieczny ośrodek handlowy Newarów z zachowaną częściową zabudową z okresu XV–XVIII w., m.in. licznymi świątyniami i klasztorami. |
| 5263    | Dolina Sinja Sinja valley |         | Jumla Karnali Mid-Western Development Region 29°19′28″N 81°58′57″E/29,324444 81,982500           | K (ii)(iii)       | 2008 | W dolinie znajdują się pozostałości stolicy królestwa Khasa z XII–XIV w., m.in. pałace, świątynie i osady, ruiny systemu wodociągowego, a także krąg megalityczny. W dolinie, niedaleko Dullu, znaleziono również najstarsze napisy w języku nepalskim – teksty na ścianach skał pismem dewangari z XIII w.                                  |
| 5264    | Zespół świątynny Bhurti w Dailekh Bhurti Temple Complex of Dailekh                                                                                    |         | Dailekh Bheri Mid-Western Development Region 28°50′15″N 81°42′30″E/28,837500 81,708333           | K (ii)(iii)       | 2008 | Zespół świątynny złożony z 22 obiektów o nieznanej historii. |